# Хейдрун
Хейдрун (др.-исл. Heiðrún) — в германо-скандинавской мифологии коза, щиплющая листья Мирового Древа Иггдрасиль с крыши Вальхаллы. Её неиссякаемое медвяное молоко питает эйнхериев.
Этимология имени Хейдрун вызывает дебаты. По мнению советско-американского лингвиста Анатолия Либермана, имя козы является первой частью названия нижнего неба в скандинавской мифологии — Heiðþyrnir (Хейдтюрнир), из второй части получено имя оленя Эйктюрнира.

## В источниках
Упоминается в прозаической Младшей Эдде: 
Другое я тебе поведаю. Коза по имени Хейдрун стоит в Вальгалле и щиплет иглы с ветвей того прославленного дерева, что зовется Лерад. А мед, что течет из ее вымени, каждый день наполняет большой жбан. Меду так много, что хватает напиться допьяну всем эйнхериям».
А также упоминается в поэтической Старшей Эдде, в Песне о Хюндле:
Прочь уходи!

Спать я хочу;

доброго слова

ты не услышишь;

ты по ночам,

распутная, бегаешь,

как Хейдрун с козлами

бегать умеет.